# American Fork
American Fork é uma cidade localizada no estado norte-americano de Utah, no Condado de Utah.

## Demografia
Segundo o censo norte-americano de 2000, a sua população era de 21.941 habitantes. 
Em 2006, foi estimada uma população de 25.596, um aumento de 3655 (16.7%).

## Geografia
De acordo com o United States Census Bureau tem uma área de 
19,5 km², dos quais 19,5 km² cobertos por terra e 0,0 km² cobertos por água.

## Localidades na vizinhança
O diagrama seguinte representa as localidades num raio de 8 km ao redor de American Fork. 